# 50 Let Pobedy
Le 50 Let Pobedy (en russe : 50 лет Победы), aussi appelé 50 Years of Victory, est un brise-glace à propulsion nucléaire russe. Mis en service en 2007, il était alors le plus grand et le plus puissant brise-glace en service dans le monde. Depuis 2020, il est surpassé par l’Arktika (LK-60Ya) premier d’une série de cinq brise-glaces qui seront eux-mêmes surpassés par un modèle encore plus grand et plus puissant, avec le Leader (ru) dont la mise en service est prévue en 2027.

## Histoire
Le projet no 10521, initialement nommé Oural, débuta le 4 octobre 1989, au chantier naval de la Baltique à Leningrad (désormais Saint-Pétersbourg), en ex-URSS. Les travaux sont arrêtés par manque de moyens en 1994. Le navire se trouvait donc à l'abandon le jour anniversaire des « 50 ans de la victoire » de la Russie lors de la Seconde Guerre mondiale. La construction redémarre en 2003.
Le 20 novembre 2004, un feu se déclare sur le navire. Tous les ouvriers sont évacués. Les pompiers luttent contre l'incendie durant 20 heures. Il y a un blessé qui est emmené à l'hôpital. Il n'y a pas de fuite radioactive.
Le navire est fini au début de l'année 2007, après le 60e anniversaire. Le brise-glace effectue une campagne d'essai de deux semaines à partir du 1er février 2007 dans le golfe de Finlande.
Après la fin des essais à la mer, le bateau retourne à Saint-Pétersbourg pour les préparatifs de son voyage inaugural pour Mourmansk. À sa mise en service, ce navire était le plus performant de tous les brise-glaces ; en particulier il offre une manœuvrabilité exceptionnelle et une vitesse maximale de 21,4 nœuds (39,6 km/h).
Il arrive à son port d'attache de Mourmansk le 11 avril 2007,,,,,.
Le navire est un brise-glace nucléaire de certification glace classe LL1, la catégorie la plus élevée. Il est capable de briser une épaisseur de glace de 3 m. Le navire est équipé d'une piste d'hélicoptère avec un Mil Mi-8, d'une flottille de Zodiac et quatre canots de survie couverts. Il offre une salle de sport, une piscine chauffée couverte, une bibliothèque, un restaurant, un centre de massage, un salon de musique, deux saunas, un terrain de volley couvert, et un bar nommé Victory.

## Tourisme arctique
Le navire est équipé de 64 cabines doubles pour passagers, toutes avec une télévision, un lecteur DVD et une vue sur l'extérieur.
Via la société Quark Expeditions, le brise-glace nucléaire est utilisé pour des voyages commerciaux au pôle Nord chaque année pour un prix d'environ 25 000 dollars.
Un groupe chasseur d'éclipse utilise le navire pour observer l'éclipse solaire du 1er août 2008. Ils partent de Mourmansk le 21 juillet 2008 et gagnent le pôle Nord le 25 juillet 2008. Le record de vitesse est battu (un voyage de 4 jours au lieu de 7),.
En octobre 2013 la flamme olympique est transportée à bord jusqu'au pôle Nord.

## Annexe